# 卡羅爾頓鎮區 (伊利諾伊州格林縣)
卡羅爾頓鎮區（英語：Carrollton Township）是位於美國伊利諾伊州格林縣的一個行政鎮區。

## 地方資料
根據2010年美國人口普查的數據，卡羅爾頓鎮區的面積為115.40平方千米，當中陸地面積為115.20平方千米，而水域面積為0.20平方千米。當地共有人口2867人，而人口密度為每平方千米24.84人。